# 第二次世界大戰期間的賴比瑞亞
利比里亞直到1944年1月威廉·瓦坎納拉特·沙德拉奇·杜伯曼當選總統後才在軍事上參與第二次世界大戰，當時利比里亞向納粹德國和日本宣戰。但是，在利比里亞開始正式參與軍事行動之前，根據與美國簽署的《防務協定》，該國已參加戰爭兩年。
除了錫蘭（今斯里蘭卡）和比屬剛果以外，利比里亞還是盟軍剩餘的少量橡膠來源地之一。為了保證自1926年以來由凡士通在哈貝爾經營的世界上最大的橡膠種植園穩定供應橡膠，美國政府在全國各地修建了道路，建立了罗伯茨国际机场，並對首都蒙羅維亞進行了改造，修建了深水港（蒙羅維亞的自由港）。
1944年，利比里亞開始參戰，採用了美元，並成為非洲僅有的四個加入新組建的聯合國的國家之一。